# Samojed (rasa psa)

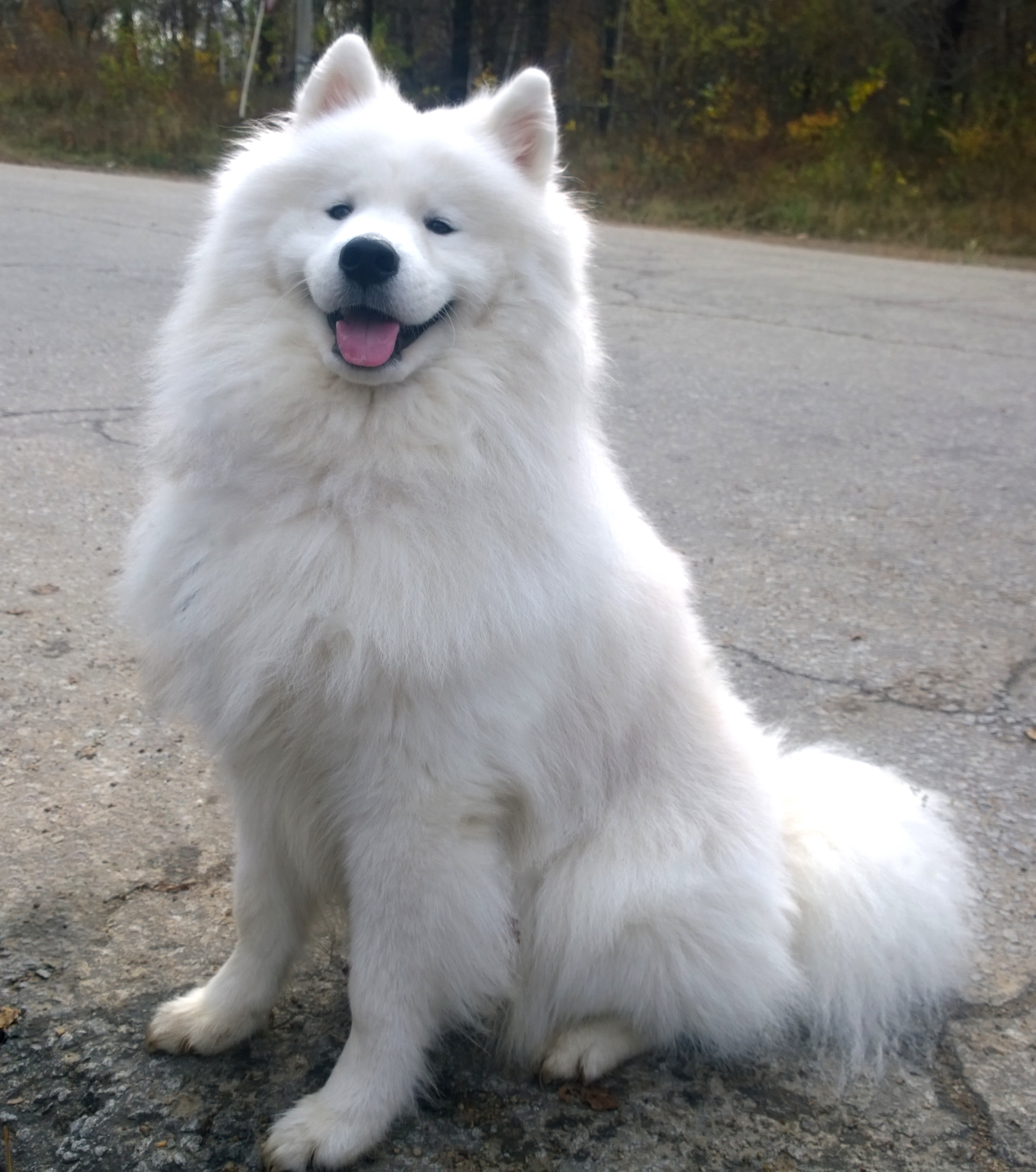
Samojed

Samojed (ros. Самоед) – rasa psów, należąca do grupy szpiców i psów pierwotnych, zaklasyfikowana do sekcji północnych psów zaprzęgowych. Zgodnie z klasyfikacją amerykańską, należy do grupy psów pracujących. Typ lisowaty. Nie podlega próbom pracy.

## Rys historyczny
Psy tej rasy od wielu setek lat towarzyszyły plemieniu Samojedów, żyjących w Rosji i na Syberii, gdzie były psami nie tylko zaprzęgowymi, lecz także myśliwskimi i pasterskimi. Miały wstęp do ludzkich namiotów, gdyż często ogrzewały swych właścicieli. Pierwszy przedstawiciel rasy pojawił się w Europie w 1889 roku: zoolog Ernest Kilburn Scott przywiózł go do Anglii. Rasa szybko zyskała popularność ze względu na śnieżnobiałą sierść (tak umaszczone psy hodowali głównie Samojedzi z północnych regionów Syberii, dalej na południe częściej spotykane były osobniki brązowe i łaciate). Już w 1909 roku w Wielkiej Brytanii powstał pierwszy klub hodowców samojedów.

## Wygląd
Samojedy są średniej wielkości szpicami. Głowa jest klinowata, a kufa silna. Preferowany jest czarny nos i brązowe bądź ciemne oczy. Ciemne, pigmentowane wargi są w koniuszkach lekko wygięte w górę, sprawiając wrażenie uśmiechu. Uszy są raczej małe, szeroko rozstawione i mają trójkątny kształt. Ogon wysoko osadzony.

### Szata i umaszczenie
Sierść samojeda złożona jest z dwóch warstw: miękkiego podszerstka, który ma za zadanie chronić przed wyziębieniem oraz długiej okrywy włosowej, która powinna być czysto biała albo kremowa lub biała z biskwitem, przy czym podstawową barwą musi być biel. W żadnym wypadku włos nie może być beżowy. Z tyłu uda tworzą się portki, a na ogonie kita. Na wystawach psy dyskwalifikuje jakakolwiek inna barwa od wyżej wymienionych.

## Zachowanie i charakter
Samojedy to żywiołowe i energiczne psy. Potrzebują dziennego ruchu i długich spacerów. Te szpice są inteligentne i bardzo przywiązują się do właścicieli. Dość szybko zaprzyjaźniają się też i z „obcymi”. Ich zaletą jest to, że potrafią szybko nawiązać kontakt z człowiekiem i innym zwierzęciem. Potrafią szybko i sprawnie się uczyć. Samojedy dobrze dogadują się z dziećmi, są cierpliwe i chętne do zabawy. Mają dobrze rozwinięty instynkt łowiecki, przez co zdarza im się pogonić za zwierzyną. Dobrze przystosowują się do życia w mieście, ale są aktywne, żywiołowe i potrzebują regularnego ruchu na świeżym powietrzu. Nie wymagają jednak tak intensywnych treningów, jak inne rasy zaprzęgowe.

## Zdrowie i pielęgnacja
Podszerstek samojeda linieje intensywnie dwa razy w roku i wówczas należy psa szczotkować codziennie, w innych porach wystarczy robić to dwa do trzech razy w tygodniu. W okresach linienia zaleca się wydmuchiwać podszerstek psa, co ułatwia i przyspiesza cały proces. Samojedów nie powinno się golić, raz ogolony pies będzie źle i krzywo odrastał. W porównaniu z innymi psami samojedy cieszą się względnie dobrym zdrowiem: są odporne, wytrzymałe i dobrze znoszą bardzo niskie temperatury. Najbardziej typowe dla tej rasy schorzenia to cukrzyca (samojedy są na nią podatne ze względu na swój specyficzny metabolizm), dysplazja stawu biodrowego, problemy ze skórą, jaskra oraz zaćma. Przeciętna długość życia: 12 do 13 lat.

## Użytkowość
Dobrze sprawdzają się jako psy domowe i są łagodne w kontaktach z dziećmi. Często wykorzystywane w dogoterapii. Nie sprawdzają się jako psy stróżujące, mogą za to służyć jako psy zaprzęgowe.
Właścicielami samojedów byli między innymi ostatni car Rosji Mikołaj II Romanow i jego małżonka Aleksandra. Samojedy były także uczestnikami wypraw polarnych: jako psów zaprzęgowych używali ich Roald Amundsen i Fridtjof Nansen.